# Ziemia Króla Karola
Ziemia Króla Karola (norw. Kong Karls Land) – grupa wysp w archipelagu Svalbard leżąca w północno-wschodniej części Morza Barentsa, 80 km na południowy wschód od Ziemi Północno-Wschodniej. Archipelag obejmuje powierzchnię 332 km² i składa się z wysp: Wyspa Królewska (Kongsøya), Wyspa Szwedzka (Svenskøya), Abeløya, Helgolandøya i Tirpitzøya, a także małych wysepek i raf. Nazwa archipelagu pochodzi od imienia Karola Wirtemberskiego – króla Wirtembergii. Na wyspach znajduje się największa populacja niedźwiedzi polarnych w archipelagu Svalbard, chronionych w Północno-wschodnim rezerwacie przyrody Svalbardu.